# Церковь Старое Вознесение (Псков)
Церковь Старое Вознесение (Старовознесенская) — православный храм в Пскове. Псковская монастырская церковь XV века, объект культурного наследия федерального значения. Построена на месте более ранней деревянной церкви. Являлась центром ансамбля Старо-Вознесенского монастыря XIV века.

## Описание
Церковь построена из местной известняковой плиты, на подклете, одноглавая, трёхапсидная с притвором и двухпролётной звонницей, с папертью на столбах.

## История
Построена в 1467 году. Во второй половине XV века Старое Вознесение было традиционным местом встречи знатных гостей города при вступлении их в город.
Церковь часто страдала от пожаров в 1536—1544, 1777 годы.
В 1880 г. к Вознесенской церкви с южной стороны был пристроен новый большой придел во имя Всех Святых.
Постановлением Совета министров РСФСР от 30.08.1960 г. № 1327 взята под охрану государства как памятник республиканского значения.
В 1960—1969 годах церковь отреставрирована по проекту архитектора В. А. Лебедевой.
Указом Президента РФ № 176 от 20 февраля 1995 года Старовознесенскому монастырю был придан статус памятника федерального значения. Ныне действующая приходская церковь.